# Slave (chanson des Rolling Stones)
Pour les articles homonymes, voir Slave.
Pistes de Tattoo You
Hang Fire
(2) Little T&A
(4)
Slave est une chanson du groupe de rock britannique The Rolling Stones parue le 24 août 1981 sur l'album Tattoo You.

## Historique et enregistrement
Composée par Keith Richards et Mick Jagger, la chanson a été initialement enregistrée lors des sessions de l'album Black and Blue en 1975, après le départ du guitariste de l'époque, Mick Taylor ; pour remplacer ce dernier, les Rolling Stones ont joués avec plusieurs guitaristes, Jeff Beck était l'un d'entre eux et a participé à cette chanson, même si sa contribution finira par être effacée dans la dernière prise qui est utilisée.
Les autres musiciens qui ont participé étaient Pete Townshend du groupe The Who, Billy Preston aux claviers et le saxophoniste de jazz Sonny Rollins qui joue également sur une autre chanson de l'album : Waiting on a Friend.
La chanson a été enregistrée au studio mobile des Rolling Stones à Rotterdam, aux Pays-Bas, aux studios Pathé Marconi à Paris en France, et aux studios Atlantic à New York aux États-Unis.

## Personnel
Crédités :
- Mick Jagger: chant, chœurs
- Keith Richards: guitare électrique, chœurs
- Bill Wyman: basse
- Charlie Watts: batterie

## Musiciens additionnels
- Billy Preston: claviers
- Sonny Rollins: saxophone
- Pete Townshend: chœurs
- Mike Carabello: congas
- Ollie E. Brown: percussions